# Посолство на България в Киев
Посолството на България в Киев е официална дипломатическа мисия на България в Украйна. Посланик от 2019 г. насам е Костадин Ташев Коджабашев.
То е разположено на ул. „Госпитальная“ № 1. Връзки с посолството: Тел: (0038 044) 246-72-37, 246-76-72; Факс: (0038 044) 235 51 19; e-mail адреси: Embassy.Kiev@mfa.bg и embuln@i.kiev.ua.

## Състав на мисията
- Пламен Бунзин – пълномощен министър, ръководител на политическа служба
- Драгомир Джамбазки – пълномощен министър
- Динчо Карамунчиев – аташе по отбраната
- Найден Крумов – първи секретар, ръководител на Търговско-икономическата служба, тел./факс: (0038 044) 234 69 73; e-mail: n.krumov@mee.government.bg
- Светослав Чанев – съветник
- Христо Недев – първи секретар, ръководител на Консулската служба
- Веселин Узунов – първи секретар, образование и наука
- Исмегюл Ахмед – втори секретар, преса и култура
- Светослав Николов – аташе по административните въпроси

## Посланици на България в Украйна
- Иван Шишманов – пълномощен министър (1918)
- Димитър Церов – временно управляващ (1992)
- Петър Марков – посланик (1992 – 1998)
- Александър Димитров – посланик (1998 – 2002)
- Ангел Ганев – посланик (2002 – 2007)
- Димитър Владимиров (2007 – 2012)
- Красимир Неделчев Минчев (2012 – 2018)[2]
- Костадин Коджабашев (2019-) [3]

## Други представителства на България в Украйна
- Генерално консулство в Одеса
- Генерално консулство в Донецк

## Посетите също
- Посолство на Украйна в София